# 1+2=Paradise
1+2＝Paradise (1+2=パラダイス Ichi tasu Ni wa Paradaisu?) es un manga de 1989 creado por Junko Kamimura. La historia ya sido adaptada en dos OVAs, producidas por el estudio Toei Video, pertenecientes a la Toei Company.
Debido al contenido sexual de la serie, 1+2=Paradise fue colocado en las listas de "manga perjudicial" por las agencias gubernamentales locales y nacionales. La publicidad negativa resultó en que Kōdansha suspenda la publicación de ésta.

## Argumento
La historia se centra en Yūsuke Yamamoto, el hijo adolescente de dos ginecólogos. Casi fue castrado por sus dos amigas de la infancia, las gemelas Yuika y Rika Nakamura, sus vecinas, es por eso que teme a las mujeres. También de pequeño, salvó a las gemelas de un perro salvaje. Ellas crecieron con un sueño que pone boca abajo la vida de Yūsuke. Al comienzo de la historia, reaparecen en la casa de Yūsuke. Su padre las invita a entrar para vivir con ellos, esperando que eso cure la ginofobia de su hijo. Los beneficios terapéuticos de este previsto tratamiento no son del todo claros en la serie por los acontecimientos sexuales que se desarrollan.

## Personajes
Yūsuke Yamamoto (山本優介 Yamamoto Yūsuke?)
Seiyū: Kappei Yamaguchi.
Rika Nakamura (中村梨花 Nakamura Rika?)
Seiyū: Chieko Honda.
Yuka Nakamura (中村結花 Nakamura Yuuka?)
Seiyū: Rihoko Nagao.
Barako Matsubishi (松菱 ばらこ Matsubishi Barako?)
Seiyū: Naoko Matsui.
Padre de Yūsuke
Seiyū: Kei Tomiyama.

## Multimedia

### Manga
El manga fue serializado en la Gekkan Shōnen Magazine de Kōdansha desde 1989 hasta 1990 pero fue cancelado después que se le presentó oposición debido al contenido sexual en él. Luego fue reeditado y publicado por Shōbunkan desde 1994 hasta 1995.

### OVAs
El manga fue adaptado a dos OVAs en el estudio Agent 21 desde el 23 de febrero de 1990 hasta el 27 de abril de 1990.

#### Episodios
| N.º | Título                                                                                      | Fecha de emisión original |
| --- | ------------------------------------------------------------------------------------------- | ------------------------- |
| 1   | «Por aquí, allí, pudín, pudín» «あっちもこっちもプリンプリン»                               | 23 de febrero de 1990     |
| 2   | «Choque! Hermanas Momoiro contra la lasciva abeja reina» «対決！桃色姉妹 Ｖ.Ｓ．好色女王蜂» | 21 de abril de 1990       |

## Recepción
En el avance para el lanzamiento de la primera OVA el 23 de febrero de 1990, el crítico de la publicación de enero de 1990 de la revista Animage dijo que el popular manga de la joven Kamimura de 24 años era un poco atrevido pero el hecho de que sea una creadora mujer había atraído leales fanes mujeres a pesar de su contenido erótico.
Escribiendo una crítica para Asian Trash Cinema, Jim McLennan dijo sobre la primera parte de la animación: "El deleite de este episodio está en su pura, implacable y alegre pegajosidad. Es cierto que las chicas son unas completas cabezas huecas pero las cargas de sexismo debe ser parcialmente contraatacado por el hecho de que el manga original fue creado por una mujer, Junko Uemura. En adicción, Yūsuke es simplemente socialmente inadecuado en su forma, la cual es doblemente divertida dado que él es una parodia de el público a quienes el manga está dirigido."